# レイ・ルジアー
レイ・ルジアー（Ray Luzier、1970年6月14日 - ）は、アメリカ合衆国のドラマーである。コーンのメンバーである。

## 経歴
ペンシルベニア州ピッツバーグ郊外にある小さな町、West Newton, Pennsylvaniaにある118エーカーの農場で育った。5歳でドラムを始め、高校の頃に、ジャズ、コンサート、マーチングバンドに参加した。1988年に卒業した後、ルジエはミュージシャン協会で教育を追求するためにカリフォルニア州ハリウッドに引っ越しました。彼は1989年にMIのパーカッション工科大学を卒業した。
1997年から2005年までデイヴィッドのドラマーとして活動した。
デイヴィッドから事実上脱退した後、シアトルでのオーディションを経て、2008年からツアー・サポートを務め、翌2009年、コーンに正式加入。

## 使用機材
- パールのドラムセットを使用している。